# Domoksin
Domoksin (INN) je derivat hidrazina. On je antidepresiv koji deluje kao inhibitor monoaminske oksidaze (MAOI). On nije plasiran na tržište.